# Cycloptilum adecton
Cycloptilum adecton is een rechtvleugelig insect uit de familie Mogoplistidae. De wetenschappelijke naam van deze soort is voor het eerst geldig gepubliceerd in 2009 door Otte & Perez-Gelabert.